# Dario Faiella Quartet
I Dario Faiella Quartet sono un gruppo jazz di Milano fondato nel 1990.

## Storia dei Dario Faiella Quartet
Il gruppo Dario Faiella Quartet nasce a Milano nel 1990, composto da quattro musicisti: il chitarrista Dario Faiella, il sassofonista statunitense Michael Rosen, il contrabbassista Riccardo Fioravanti ed il batterista Christian Meyer e tuttora in attività.
Il repertorio del quartetto si caratterizza soprattutto per i brani originali composti da Dario Faiella e con questa formazione sono stati realizzati tre album, registrati e mixati da Marty Jane Robertson.

## Discografia

### Album
- 1992 - Via Venini (DDD) con ospite Edo Martin alle tastiere
- 1998 - Il bacio di Rodin (CDpM-Lion) con ospiti Paolo Birro, Gianni Coscia e Giulio Visibelli
- 2001 - Terre rare (Mingus/IRD) con Stefano Bollani e Gianni Giudici